# Далибор Елезовић
Далибор Елезовић јесте српски историчар и универзитетски професор.

## Биографија
Рођен је у Никшићу. Дипломирао је са тезом „Политика Млетачке републике на јужном Јадрану (XIV—XVI вијек)” на Филозофском факултету Универзитета у Приштини 2001, магистрирао са тезом „Новопазарски кадилук почетком 17. века” 2007. и докторирао тезом „Франц Гулиман (1568—1612) – касни хуманизам и католичка реформација” 2014. године. Предавао је на Универзитету у Приштини, Јужном федералном универзитету у Ростову на Дону, Факултету за међународну политику и безбедност у Београду и Филозофском факултету Универзитета Црне Горе. Члан је International Society for Cultural History, Научног друштва за историју здравствене културе и редакције више научних часописа у Србији, Црној Гори, Русији и Аустрији. Истраживао је у архивима и библиотекама Црне Горе, Швајцарске, Француске, Бугарске и Русије. Уредио је тематске зборнике међународног значаја Живот и дело академика Богумила Храбака: међународни тематски зборник, Век српске Голготе 1915—2015: тематски зборник међународног значаја, Косово и Метохија у Другом светском рату: седам деценија касније: тематски зборник међународног значаја, Хронотоп Косова и Метохије у науци и уметности: (међународни тематски зборник) и Методолошки изазови историјске науке: тематски зборник међународног значаја. Био је ангажован као истраживач на научном пројекту у Бугарској Religion, national identity and statehood in the Balkans in XIX—XXI century и Косово и Метохија између националног идентитета и евроинтеграција које је финансирало Министарство просвете Републике Србије.
Предмет његовог научног истраживања је историја Европе у раном модерном добу, модерна национална историја и методологија историјске науке.

### Монографија
- Елезовић Далибор. Руско-аустријско-турски рат (1735—1739): извештаји пуковника Жан Жака Бособра. Краљево: Историјски архив, 2023.
- Elezović Dalibor. Balkans in letters: the impressions of an 18th-century Westerner. Sofia: Bulgari PH, 2019.

### Студије и огледи
- Elezović Dalibor. Between narration and medicine: on disease and death of Philip II according to the writing of Antonio Cervera de la Torre, Acta historiae medicinae, stomatologiae, pharmaciae, medicinae veterinariae, 39, 1—2 (2020): 47—55.[2]
- Elezovic Dalibor. On historicity and fiction in the poem Osman by Ivan Gundulić. Rusin journal, 39 (2020), 78—88.
- Kocić Marija, Elezović Dalibor & Dajč Haris. Plague, cattle pestilence and hunger in the Papal State (1713—1716): A contribution to the history of everyday life from the perspective of British sources. Zbornik radova Filozofskog fakulteta u Prištini, 49, 3 (2019), 231—244.
- Elezovic Dalibor. Teodor Jankovic De Mirijevo – education Reformer in Serbes and Russia, Современное образование для цифровой экономики: новые вызовы и перспективы развития. Сборник трудов Международной научной конференции, Ростов, 2019, 71—83.
- Elezovic Dalibor. Letters of Francis II Rakoczi from Mukachevo to Elzbieta Sieniawska in 1709 and 1710. Rusin journal, 55 (2019), 58—67.
- Elezović Dalibor, Kocić Marija. Katolička reforma – ka modernoj simbiozi religije i politike. Sociološki pregled, 53(4), 2019, 1417—1437.
- Коцић Марија и Елезовић Далибор. Увод у решавање Сафавидског наслеђа (1721—1723) – према британским изворима. Зборник радова Филозофског факултета у Приштини, 49(1), 2019, 175—205.
- Kocić Marija & Elezović Dalibor. Uspon Mahmud-paše Bušatlije kao odraz krize Osmanskog državnog sistema. Baština, 46 (2018): 291—306.
- Еlezovic Dalibor. Methodological challenges of the research of historical sources of the early modern period у Методолошки изазови историјске науке: тематски зборник међународног значаја/уредили и приредили З. Делетић, Д. Елезовић. Косовска Митровица: Филозофски факултет, 2018, 139—160.
- Elezović Dalibor. News on the Battle of Petrovaradin and the Siege of Belgrade in the Autobiographical Writings of Jean-Frédéric Diesbach. Зборник радова Филозофског факултета, 46(3), 2016: 53—63.